# Karl Astel
Karl Astel (ur. 26 lutego 1898 w Schweinfurt, zm. 3 kwietnia 1945 w Jenie) – niemiecki genetyk i eugenik, jeden z czołowych przedstawicieli eugeniki rasistowskiej w III Rzeszy, działacz NSDAP i SS.
W młodości brał udział w oddziałach Freikorps w puczu Kappa i puczu Hitlera-Ludendorffa. Wstąpił do SS, działał w Głównym Urzędzie Rasy i Osadnictwa SS. Kierował Urzędem Higieny Rasy w Reichsführerschule SA w Monachium. Był współodpowiedzialny za politykę przymusowej sterylizacji. Działał naukowo; od 1939 do 1945 był rektorem Uniwersytetu w Jenie, zajmując inne funkcje publiczne. Propagował zasady eugeniki. Zastrzelił się 3 kwietnia 1945 roku.